# Миончинский, Дмитрий Тимофеевич
Дми́трий Тимофе́евич Миончинский (26 октября 1889, Казань — 16 [29] декабря 1918, под с. Шишкино Ставропольской губернии) — потомственный военный Российской империи. Полковник.
Участник Первой мировой и гражданской войн. Участник Белого движения на Юге России. Первопоходник. Организатор артиллерии Добровольческой армии.
Кавалер ордена Святого Георгия 4-й степени, обладатель Георгиевского оружия.

## Образование
Окончил Нижегородский кадетский корпус в 1906 году и Михайловское артиллерийское училище в 1909 году. В 1914 году поступил в Николаевскую академию Генерального штаба.

## Участие в Первой мировой войне
С началом Великой войны выходит на фронт в чине поручика 1-й батареи, 31-й артиллерийской бригады. Во время боёв на реке Гнилая Липа 13 августа 1914 года был тяжело ранен. После возвращения в строй со своей батареей участвовал в тяжёлых боях октября-ноября 1914 на реке Сан и за эти бои был награждён орденом Святого Георгия 4-й степени. В 1916 году был произведён в подполковники с назначением командиром 5-й батареи 31-й артиллерийской бригады. Был пожалован Георгиевским оружием
За то, что в течение всего боя 19-го июня 1916 года, в районе ф. Березовка, находясь в положении исключительной опасности, в сфере действительного ружейного огня на передовом наблюдательном пункте, давал точные указания для корректирования стрельбы своей батареи, чем дал возможность 124-му пехотному Воронежскому полку занять часть неприятельской укрепленной позиции — «Березовую рощу»; кроме того, отыскал три неприятельские батареи, которые и принудил к молчанию.
В 1917 году командовал 5-й батареей 31-й артиллерийской бригады.

## Гражданская война
12 (25) декабря 1917 записался в Добровольческую армию и через два дня был назначен командиром Сводной Михайловско-Константиновской батареи,  с одним из взводов (2 орудия) которой воевал в составе отряда есаула Чернецова. Участвовал в Первом Кубанском «Ледяном» походе и стал фактическим создателем и организатором артиллерии Добровольческой армии.
Командовал 1-й офицерской батареей. 8 (21) июля 1918, после того, как батарея была развёрнута в дивизион, был назначен его командиром и произведён в полковники.
16 (29) декабря 1918 был смертельно ранен в бою у села Шишкино Ставропольской губернии во время Второго Кубанского похода Добровольческой армии. Похоронен в Екатеринодаре в усыпальнице Екатерининского собора.

## Награды
- Орден Святого Георгия 4-й ст. (ВП 23.09.1915)
- Георгиевское оружие (ВП 27.01.1917)